# La mia gente
La mia gente è il sesto album in studio di Enzo Jannacci.

## Il disco
Gli arrangiamenti sono curati da Luis Bacalov, tranne Gli zingari (arrangiata da Enzo Jannacci), Mexico e nuvole e Pensare che (arrangiate da Nando de Luca); questi ultimi due brani sono anche stati pubblicati su 45 giri con un mixaggio leggermente diverso.

## Tracce
Lato A
1. Maria me porten via (testo: Enzo Jannacci – musica: Enzo Jannacci)
2. Il dritto (testo: Enzo Jannacci, Anita Parenzo – musica: Enzo Jannacci[2])
3. E la marcia va (testo: Dario Fo, Enzo Jannacci – musica: Enzo Jannacci)
4. Il duomo di Milano (testo: Enzo Jannacci – musica: Enzo Jannacci)
5. Il metrò (testo: Bruno Lauzi – musica: Bruno Lauzi)
6. 70 persone (testo: Enzo Jannacci – musica: Enzo Jannacci)

Lato B
1. Pensare che... (testo: Enzo Jannacci – musica: Enzo Jannacci)
2. La mia gente (testo: Enzo Jannacci – musica: Enzo Jannacci)
3. El carrete (testo: Enzo Jannacci, Cochi Ponzoni, Renato Pozzetto – musica: Enzo Jannacci)
4. Gli zingari (testo: Enzo Jannacci – musica: Enzo Jannacci)
5. Il piantatore di pellame (testo: Cochi Ponzoni, Renato Pozzetto – musica: Enzo Jannacci)
6. Mexico e nuvole (testo: Vito Pallavicini – musica: Paolo Conte, Michele Virano)